# Форчелете (Л'Аквила)
Форчелете (итал. Forcellette) је насеље у Италији у округу Л'Аквила, региону Абруцо.
Према процени из 2011. у насељу је живело 86 становника. Насеље се налази на надморској висини од 861 м.